# Даніель Асенов
Даніель Асенов (болг. Даниел Асенов; 17 травня 1997, с. Кукорєво, Ямбольська область, Болгарія) — болгарський боксер, чемпіон та призер чемпіонатів Європи.

## Аматорська кар'єра
2013 року Даніель Асенов виграв золоту медаль на чемпіонаті Європи серед кадетів, а 2014 року зайняв друге місце на чемпіонаті Європи серед молоді, програвши у фіналі Мухаммаду Алі (Англія).
На чемпіонаті Європи 2015, що проходив у Самокові (Болгарія), Асенов став чемпіоном.
- У чвертьфіналі переміг Ігоря Сопинського (Україна) — 3-0
- У півфіналі переміг Нандора Чока (Угорщина) — 3-0
- У фіналі переміг Мухаммеда Алі (Велика Британія) — 3-0

На чемпіонаті світу 2015 програв у першому бою Олжасу Саттибаєву (Казахстан).
На Олімпійських іграх 2016 переміг у першому бою Фернандо Мартінеса (Аргентина) — 2-1, а у другому програв Мохамеду Фліссі (Алжир) — 0-3.
На чемпіонаті Європи 2017 Асенов вдруге став чемпіоном в категорії до 52 кг.
- В 1/8 фіналу переміг Таміра Галанова (Росія) — 4-1
- У чвертьфіналі переміг Таріка Ібрагіма (Німеччина) — 5-0
- У півфіналі переміг Дмитра Замотаєва (Україна) — 5-0
- У фіналі переміг Найла Фаррелла (Англія) — 3-2

На чемпіонаті світу 2017 програв у першому бою Жасурбеку Латіпову (Узбекистан).
На Європейських іграх 2019 здобув три перемоги, а у фіналі програв Габріелю Ескобару (Іспанія) — 1-4.
На Олімпійських іграх 2020 переміг у першому бою Косміна Гирляну (Румунія) — 5-0, а у другому програв Габріелю Ескобару (Іспанія) — 1-4.
На чемпіонаті світу 2021 програв у першому бою Габріелю Ескобару (Іспанія) — 0-5.
На чемпіонаті Європи 2022 в категорії до 54 кг завоював бронзову медаль.
- У чвертьфіналі переміг Омара Ібрагіма (Німеччина) — 5-0
- У півфіналі програв Ділану Іглсону (Ірландія) — 0-5

На чемпіонаті світу 2023 програв у другому бою, на Європейських іграх 2023 в категорії до 51 кг — в першому.